# Norte 45 (estación)
Norte 45 es una de las estaciones que forman parte del Metro de la Ciudad de México, perteneciente a la Línea 6. Se ubica al norte de la Ciudad de México, en la alcaldía Azcapotzalco.

## Información general
Su nombre se debe a la cercanía con la avenida del mismo nombre y que forma parte de la colonia Industrial Vallejo; en esta colonia, las calles y las avenidas que van en sentido vertical llevan el nombre de un rumbo (Norte), entre ellas está la Norte 45. El símbolo de la estación es una representación de la conocida rosa de los vientos.

### Afluencia
La afluencia en 2014 fue de:
- Total: 2,355,778
- Promedio diario: 6,454
- Mínima: 516
- Máxima: 10,633

Así se ha visto la afluencia de la estación en los últimos 10 años:
| Afluencia Anual de Pasajeros (Línea 6) | Afluencia Anual de Pasajeros (Línea 6) | Afluencia Anual de Pasajeros (Línea 6) | Afluencia Anual de Pasajeros (Línea 6) | Afluencia Anual de Pasajeros (Línea 6) | Afluencia Anual de Pasajeros (Línea 6) |
| -------------------------------------- | -------------------------------------- | -------------------------------------- | -------------------------------------- | -------------------------------------- | -------------------------------------- |
| Año                                    | Afluencia                              | A Diario                               | Ranking Anual                          | Aumento%                               | Ref.                                   |
| 2023                                   | 2,074,239                              | 5,682                                  | 154°/195                               | +5.44%                                 | [ 3 ]                                  |
| 2022                                   | 1,967,214                              | 5,389                                  | 154°/195                               | +21.46%                                | [ 4 ]                                  |
| 2021                                   | 1,619,693                              | 4,437                                  | 151°/195                               | +8.43%                                 | [ 5 ]                                  |
| 2020                                   | 1,493,775                              | 4,081                                  | 167°/195                               | -42.49%                                | [ 6 ]                                  |
| 2019                                   | 2,597,226                              | 7,115                                  | 175°/195                               | +0.04%                                 | [ 7 ]                                  |
| 2018                                   | 2,596,118                              | 7,112                                  | 174°/195                               | +2.40%                                 | [ 8 ]                                  |
| 2017                                   | 2,535,279                              | 6,945                                  | 172°/195                               | +4.12%                                 | [ 9 ]                                  |
| 2016                                   | 2,434,878                              | 6,652                                  | 178°/195                               | -3.90%                                 | [ 10 ]                                 |
| 2015                                   | 2,533,688                              | 6,941                                  | 163°/195                               | +1.10%                                 | [ 11 ]                                 |
| 2014                                   | 2,506,044                              | 6,865                                  | 165°/195                               | -5.38%                                 | [ 12 ]                                 |

## Conectividad

### Salidas
- Norte: Eje 4 Norte Calzada Azcapotzalco-La Villa casi esq. con Avenida Norte 45, Colonia Industrial Vallejo.
- Sur: Eje 4 Norte Calzada Azcapotzalco-La Villa casi esq. con Avenida Norte 45, Pueblo Las Salinas.

### Conexión con otros sistemas de transporte
- Línea 6 del Metrobús